# Клаудіо Пістолезі
Клаудіо Пістолезі (італ. Claudio Pistolesi; нар. 25 серпня 1967) — колишній італійський тенісист.
Найвищу одиночну позицію світового рейтингу — 71 місце досяг 17 серпня 1987 року.
Здобув 1 одиночний титул.
Найвищим досягненням на турнірах Великого шолома було 3 коло в одиночному розряді.
Завершив кар'єру 1996 року.

## Фінали за кар'єру

### Одиночний розряд (1 перемога)
| Результат | W/L | Дата     | Турнір       | Покриття | Суперник             | Рахунок       |
| --------- | --- | -------- | ------------ | -------- | -------------------- | ------------- |
| Перемога  | 1–0 | Кві 1987 | Барі, Італія | Ґрунт    | Франческо Канчелотті | 6–7, 7–5, 6–3 |